# テルル化ルビジウム
テルル化ルビジウム(Rubidium telluride)は、化学式Rb2Teの無機化合物である。黄緑色の粉末で、融点は775℃または880℃と2つの異なる値が報告されている。学術的に興味を持たれている点はあまりない。
他のカルコゲン化アルカリ金属と同様に、液体アンモニア中で元素から合成される。
宇宙空間の紫外線検出器に用いられる。